# Schomberg (Ontario)

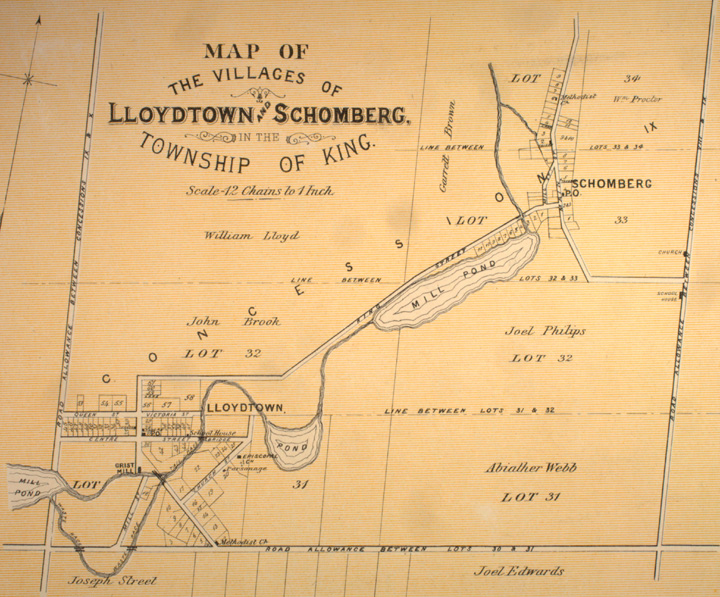
Schomberg und das benachbarte Lloydtown, Karte von 1878

Schomberg ist ein Dorf (unincorporated area) im Nordwesten der Gemeinde King, Ontario, Kanada.
Die Hauptstraße ist die York Regional Straße 76, eine geschwungene Allee. Schomberg hatte 2009 etwa 2.500 Einwohner, die Postleitzahl ist L0G 1T0.

## Bildung
Schomberg hat zwei Grundschulen, die Schomberg Public School und St. Patrick’s Catholic School. Des Weiteren hat der Ort einen Kindergarten. High Schools gibt es in Schomberg nicht, die älteren Kinder gehen in die King City Secondary School, oder in die katholische High Schools St. Maximillian Kolbe oder Kardinal Carter.

## Persönlichkeiten
- Eric Lamaze, Olympiasieger im Springreiten
- Adam Oates, Eishockeyspieler
- Darryl Bootland, Eishockeyspieler
- Mike Kitchen, Eishockeyspieler
- Cam Woolley, Polizist & CP24-Reporter